# ماريا غابرييلا تشافيز
ماريا غابرييلا تشافيز (بالإسبانية: María Gabriela Chávez) هي دبلوماسية فنزويلية، ولدت في 12 مارس 1980 في باريناس في فنزويلا.